# Welkenbach
Welkenbach település Németországban, Rajna-vidék-Pfalz tartományban. Lakosainak száma 156 fő (2023. december 31.).

## Népesség
A település népességének változása:
| Lakosok száma | 146  | 141  | 143  | 142  | 144  | 156  |
|               | 1975 | 2017 | 2019 | 2021 | 2022 | 2023 |